# Jagów
Jagów [pronunciación en polaco: /ˈjaɡuf/] (anteriormente en alemán Jagow) es un pueblo ubicado en el distrito administrativo de Gmina Pełczyce, dentro del Condado de Choszczno, Voivodato de Pomerania Occidental, en el norte de Polonia occidental. Se encuentra aproximadamente a 5 kilómetros al noroeste de Pełczyce, a 16 kilómetros al suroeste de Choszczno, y a 59 kilómetros al sureste de la capital regional Szczecin.
Antes de 1945, el área fue parte de Alemania. Para la historia de la región, véase Historia de Pomerania.